# Île Lesueur
L'île Lesueur est une île australienne située en mer de Timor, au large de la côte nord de l'Australie-Occidentale. Elle a été nommée durant l'expédition Baudin en l'honneur de Charles Alexandre Lesueur, artiste qui participait à ce voyage d'exploration scientifique français parti du Havre le 19 octobre 1800.